# 弗里蓋特山脈
弗里蓋特山脈（英語：Frigate Range）
是南極洲的山脈，位於沙克爾頓海岸，屬於伊麗莎白女王嶺的一部分，全長22公里，由新西蘭的探險隊命名，現時由南極條約體系管理。